# Lew Szestow

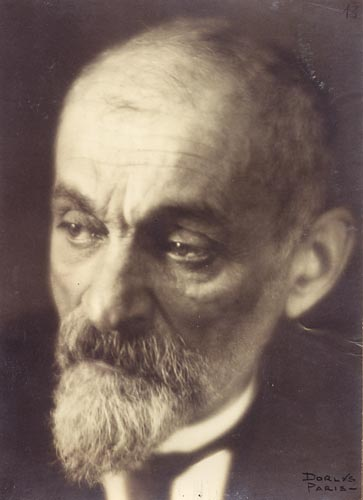
Lew Szestow, 1927

Lew Szestow, Lew Isaakowicz Szestow, ros. Лев Исаакович Шестов, właśc. Jehuda Lejb Szwarcman (Schwarzmann), ros. Иегуда Лейб Шварцман (ur. 31 stycznia?/12 lutego 1866 w Kijowie, zm. 19 listopada 1938 w Paryżu) – filozof rosyjski.

## Życiorys
Wychował się w zamożnej rodzinie kupieckiej. W domu jego rodziców spotykała się kulturalna elita Kijowa i Sankt Petersburga. Szestow studiował matematykę i prawo w Moskwie, Berlinie i Kijowie, nie miał akademickiego wykształcenia filozoficznego. Przygotowywał doktorat na temat prawodawstwa dotyczącego klasy robotniczej, ale go nie ukończył. W latach 1896–1914 wiele podróżował po Europie. W 1896 roku w tajemnicy przed rodziną poślubił w Rzymie studentkę medycyny Annę Jelezarowną Berezowską. Przez następne dziesięć lat żyli w różnych miastach, by ich małżeństwo nie wyszło na jaw. W 1898 roku opublikował swoją pierwszą, podpisaną pseudonimem Lew Szestow książkę, Szekspir i jego krytyk Brandes (ros. Шекспир и его критик Брандес). Od początków XX wieku jednocześnie pisał książki filozoficzne i krytyczno-literackie, pracował w firmie swego ojca i podróżował. Rewolucje lutowa i październikowa zastały go w Moskwie. Nie był ich zwolennikiem. W 1920 na zawsze emigrował z Rosji, przez pewien czas mieszkał w Genewie, w końcu osiadł w Paryżu, gdzie wykładał m.in. na Sorbonie. Korespondował m.in. z Husserlem, Buberem, Gilsonem, Bierdiajewem, Bułgakowem.

## Filozofia
Centralnym tematem rozważań filozoficznych Szestowa był człowiek: albo świat człowieka, albo stosunek człowieka do Boga. Stworzył skrajnie antyracjonalistyczną filozofię. Uważał, że kultura europejska znajduje się w kryzysie, a jedynym wyjściem z niego będzie radykalna krytyka tradycji europejskiej. Krytykował tradycję opartą na rozumie (symbolizowały ją Ateny). Przeciwstawiał jej Objawienie oraz dzieło takich myślicieli jak Dostojewski, Pascal, Nietzsche, Luter, Kierkegaard, Plotyn, Jan Duns Szkot, William Ockham. Naczelnym pojęciem jego filozofii tragedii było doświadczenie biespoczwiennostii (nieoczywistości). Pierwotnie Szestow wychodził od koncepcji mitycznego wygnania człowieka z raju. W przeciwieństwie do Hegla zakładał, że wąż człowieka oszukał proponując mu spożywanie owoców z drzewa poznania dobrego i złego, kusząc go obietnicą (Eritis sicut Deus, scientes bonum et malum – będziecie jako Bóg, znający dobro i zło) wzniesienia się do poziomu Boga. U Szestowa istnieją dwie przestrzenie. Pierwsza – zapomniana przestrzeń raju, gdzie ludzka istota decydowała o tym, czy zło istnieje, czy nie istnieje i druga, rzeczywista, przestrzeń – świat, po wygnaniu, gdzie człowiek może tylko biernie akceptować rzeczywistość, dokonując „wyboru” pomiędzy złem a dobrem. Jedynie, co przypada wówczas filozofii, to refleksja i spekulacja. Spożywanie owoców z drzewa poznania dobrego i złego doprowadziło do upadku pierwszego człowieka i skrępowania go prawami rozumu i podporządkowało konieczności – ananke. W konsekwencji nie pozostawało nic innego jak tylko ogłosić aktualność powiedzenia Stagiryty, i powtórzyć, że z koniecznością nie walczą nawet bogowie, że los opornych wlecze, a poddanych prowadzi i że jedynie do czego zdolny jest rozum ludzki, to przyznanie konieczności i oczywistości prymatu. Non ridere, non lugere, neque detestari, sed intelligere. Spinozjańską formułę, Szestow odwraca proponując ridere, lugere, detestari, non intelligere i dodając do niej flere. Według Szestowa wszystkie racjonalistyczne filozofie obiecywały prawdę i filozofię optymalną, a były tylko lokajami na usługach przebiegłej konieczności i wieczności. Obojętnie, czy do czynienia mamy z clare et distincte Kartezjusza, poprzedzanym de omnibus dubitandum, czy z more geometrico Spinozy, czy wreszcie z radykalną redukcją fenomenologiczną Husserla, jasne jest, że życie, egzystencją jest wówczas relatywizowana i podporządkowana. Tam gdzie miejsce jest na śmierć, cierpienie, zniewolenie i ograniczenie, tam gdzie człowiek upada w czas, tam nie ma miejsca na prawdziwe życie. Wszędzie gdzie człowiek krępowany jest prawem wiecznego – ‘stało się’ – łańcuchem przeszłych zdarzeń, pozostaje mało miejsca na prawdziwą wolność. Wolności w tym wypadku nie może zagwarantować rozum. Wobec powyższego wszystko, co pozostawało Szestowowi, to powtórzyć wówczas za Lutrem, że człowiek może być zbawiony tylko i wyłącznie przez wiarę (Hominem sola fide iustificari), i za Plotynem, że czeka go „wielka i ostateczna walką o własną duszę”. Wielka walka z koniecznościami, wymaga poprzez anamnezę Platona przyswojenia sobie potęgi ludzkiego umysłu sprzed momentu spożycia owoców z drzewa poznania dobrego i złego. Doprowadziło to rosyjskiego filozofa do opowiedzenia się za filozofią egzystencjalną, opartą na myśleniu intuicyjnym, na doświadczeniu duchowym oraz na uczciwości swobodnego argumentu czerpanego z bezpośrednich danych świadomości. W tym miejscu Szestow zbliżył się do koncepcji filozoficznej Kierkegaarda, którego twórczość poznał za wskazaniem Husserla. Warto jednak zaznaczyć, że zarówno Kierkegaard, jak i wspominany wcześniej Nietzsche ostatecznie uginają się przed prawidłowościami rozumu, co wskazuje Szestow. Ostatnie dzieło Nietzschego – Ecce homo – traktuje już wyłącznie o amor fati, jest zatem przepełnione miłością do ananke. Lew Szestow wybija się poza te koncepcje filozoficzne ze swoim uwielbieniem prawdy objawionej. Szestowowi bardzo blisko było do Pascala. Podziwiał jego zaangażowanie i wielokrotnie powtarzał znaną sentencję francuskiego myśliciela, o tym, iż gotów jest poważać tylko tych, którzy szukają jęcząc, a także taką, iż „nasz Pan Jezus Chrystus będzie cierpiał do końca świata i nam nie wolno przez ten czas spać”. Filozofia antyracjonalistyczna rosyjskiego myśliciela przepełniona była gotowością rezygnacji z hedone i jednocześnie gotowością przyjęcia na własne barki ogromnego wysiłku, a także cierpienia. Tylko w ten sposób można było doprowadzić do tryumfu prawdę. Sprowadzając koncepcję filozoficzną Szestowa do lapidarnie ujętej sentencji, in nuce, powiedzieć można, że walczył on przez całe życie, filozofował całą swoją istotą walcząc z koniecznościami, po to by udowodnić, że życie ludzkie jest warte całego świata, a może nawet więcej; filozofia jest bowiem walką, a nie refleksją i jej jedynym zadaniem jest doprowadzenie skrępowanego Parmenidesa do odnalezienia jego utraconej wolności i doprowadzenia go od głosu zniewolonego prawdą, do krzyku władcy (hosper eksousioan echon), z którego to można zaczerpnąć prawdę metafizyczną. W ten sposób – według słów zamykających pierwszą część jednego z niewielu zwartych dzieł rosyjskiego myśliciela – („Ateny i Jerozolima”) – „Parmenidesa skrępowanego” – spełni się obietnica: 'ouden adynatesi hymin’ („I nic niemożliwego nie będzie dla was”). Zanim jednak to się stanie, przygotować trzeba się na wielką walkę, gdzie tylko niejaki ‘Mallus Dei’ wzmocniony przez wzgardzone lugere et detestari, pozwoli człowiekowi wyswobodzić się z ułudy jaskini Platona, poprzez zrzucenie kajdan, które rozum na niego nałożył.
Jest to podstawowe zadanie filozofii judeochrześcijańskiej, której Lew Szestow daje wyraz w trzeciej części swojego dzieła – „Aten i Jerozolimy” – w ‘Concupiscenita irresistibilis’ – podczas rozprawiania o duchu filozofii średniowiecznej.

## Bóg w filozofii Lwa Szestowa
Historią ludzkiej myśli począwszy od Sokratesa rządzi jedna prawda dotycząca Boga. W jednym z dialogów Platona – w Eutyfronie – Sokrates mówi, iż z dwóch możliwości, jakie pozostają do wyboru przy rozważaniu racji: czy bogowie upodobali sobie dobro dlatego, że dobro jest dobrem, czy też dobro jest dobrem dlatego, że upodobali je sobie bogowie – opowiedzieć się trzeba za pierwszym znaczeniem. Taki wybór doprowadził do skrępowania Boga powinnościami dobra, a więc umiejscowienia go w hierarchii. Dopiero ostatni z filozofów starożytnych – Plotyn – zaznaczył implicite – że dobro jest dobrem dlatego, że upodobał je sobie Bóg. Od koncepcji Plotyna poczynając, poprzez schyłkowe koncepcje scholastyczne okresu średniowiecza – Jana Dunsa Szkota i Williama Ockhama dochodzi Szestow do własnego rozumienia Boga jako jedynego nieskrępowanego prawodawcy. Poprzez prawdę zawartą w Piśmie Świętym Szestow zaznacza, iż Boga nie obowiązują żadne zasady, że może on uczynić byłe niebyłym, że może zmieniać swoje decyzje, że wreszcie nie jest zobowiązany nagradzać tylko dobrem. Za Kierkegaardem wspomina zaś, że Bóg może zwrócić wszystko wygnanemu – Hiobowi – co nazywa się powtórzeniem. Może również wstrzymać rękę Abrahama. Bóg znajduje się ponad tym – co zwykliśmy za światem antycznym uważać za najbardziej wartościowe – za pierwiastkiem etycznym; znajduje się on poza 'Dobrem i Złem’, poza prawdą i fałszem. Bóg oznacza, że wszystko jest możliwe. Tematyka odnosząca się do Boga przepełnia wszystkie książki i niemal wszystkie artykuły Szestowa. Jest to jeden z tematów, który w pełni go absorbował. Podobnie jak u Dostojewskiego, tak i u Szestowa, jest to podstawowy problem całej jego spuścizny literackiej.

## Ważniejsze prace w polskim przekładzie
Autor dziesięciu książek opublikowanych za życia i trzech wydanych pośmiertnie oraz kilkuset artykułów. W języku polskim w 1990 roku ukazał się wybór tekstów Szestowa Gnoza a filozofia egzystencjalna. Eseje filozoficzne z dodaniem listów Lwa Szestowa, Martina Bubera, Edmunda Husserla i Mikołaja Bierdiajewa oraz szkicu Bierdiajewa w przekładzie Cezarego Wodzińskiego, oraz wydano ważniejsze jego prace:
- 1900: Dobro w nauczaniu hr. Tołstoja i F. Nietzschego. Filozofia i kaznodziejstwo, przeł. i opr. Jacek Chmielewski, wstęp Janusz Dobieszewski, Wydawnictwo Uniwersytetu Warszawskiego, Warszawa 2006, s. 156, ISBN 83-235-0352-4.
- 1903: Dostojewski i Nietzsche. Filozofia tragedii, przeł. i wstęp Cezary Wodziński, Czytelnik, Warszawa 1987, s. 256, ISBN 83-07-01516-2 (wydanie II – 2000);
- 1905: Apoteoza nieoczywistości. Próba myślenia adogmatycznego, przeł. Nina Karsov i Szymon Szechter, Kontra, Londyn 1983, s. 234, ISBN 0-907652-08-5; Apoteoza niezakorzenienia. Próba myślenia adogmatycznego, przeł. Jacek Chmielewski, Wydawnictwo KR, Warszawa 2011, s. 204, ISBN 978-83-89158-78-9.
- 1908: Początki i końce. Zbiór artykułów, przeł. i opr. Jacek Chmielewski, Wydawnictwo Antyk, Kęty 2005, s. 96, ISBN 83-89637-04-9.
- 1911: Wielkie wigilie, przeł. Jacek Chmielewski, wstęp Piotr Nowak, Biblioteka kwartalnika KRONOS. Fundacja Augusta hr. Cieszkowskiego, Warszawa 2016, ISBN 978-83-62609-59-8.
- 1923: Potestas clavium (Władza kluczy), przeł. i opr. Jacek Chmielewski, Wydawnictwo Antyk, Kęty 2005, s. 264, ISBN 83-89637-21-9.
- 1929: Na szalach Hioba. Duchowe wędrówki, przeł. Jacek Chmielewski, Fundacja Aletheia, Warszawa 2003, s. 463, ISBN 83-89372-06-1. (wydanie II poprawione, Wydawnictwo KR, Warszawa 2012, s. 415, ISBN 978-83-89158-84-0).
- 1938: Ateny i Jerozolima, przeł. i wstęp Cezary Wodziński, Wydawnictwo Znak, Kraków 1993, s. 484, ISBN 83-7006-330-6 (wydanie II – 2009, ISBN 978-83-240-1137-7);
- 1939: Kierkegaard i filozofia egzystencjalna, przeł. Jacek Aleksander Prokopski, Wydawnictwo Antyk, Kęty 2003 (inne wydanie – 2009, ISBN 978-83-7575-191-8);
- 1966: Sola fide. Tylko przez wiarę, przeł. i wstęp Cezary Wodziński, Wydawnictwo Naukowe PWN, Warszawa 1995, s. 281, ISBN 83-01-11951-9.

## Ważniejsze monografie
- Wiktoria Krzemień, Filozofia w cieniu prawosławia. Rosyjscy myśliciele religijni przełomu XIX i XX wieku, Instytut Wydawniczy PAX, Warszawa 1979, s. 179, ISBN 83-211-0107-0.
- Cezary Wodziński, Wiedza a zbawienie. Studium myśli Lwa Szestowa, Instytut Filozofii i Socjologii PAN, Warszawa 1991, s. 259, ISBN 83-85194-22-3.
- Adam Sawicki, Absurd – rozum – egzystencjalizm w filozofii Lwa Szestowa, Zakład Wydawniczy Nomos, Kraków 2000, s. 281, ISBN 83-85527-98-2.
- В.А. Кувакин: Экзистенциальный иррационализм и нигилизм Л. Шестова. W: История русской философии. Редкол.: М.А. Маслин и др.. Москва: Республика, 2001, s. 447–456, seria: Учеб. для вузов. ISBN 5-250-01811-4. (ros.).